# Corneille Heymans
Corneille Jean François Heymans (født 28. marts 1892 i Gent, død 18. juli 1968 i Knokke) var en belgisk fysiolog. Han studerede på det Jesuitiske Sint-BarbaraKollegium og derefter på Gent Universitet, hvor han opnåede en doktorgrad i 1920.
Heymans vandt Nobelprisen i fysiologi eller medicin i 1938 for at vise, hvordan blodtryk og iltindholdet i blodet måles af kroppen og sendes til hjernen.

## Opvækst og uddannelse
Efter endt uddannelse arbejdede Heymans på Collège de France (under professor E. Gley), Université de Lausanne (under professor M. Arthus), Wien Universitet (under professor H. H. Meyer), University College London (under professor E. H. Stær) og Case Western Reserve University School of Medicine (under professor C. F. Wiggers). I 1922 blev Heymans lektor i farmakodynamik på Gent Universitet, og i 1930 efterfulgte han sin far, Jean-François Heymans, som professor i farmakologi - og blev leder af Institut for farmakologi, farmakodynamik og toksikologi; og direktør for J. F. Heymans Institut.

## Forskning
Heymans blev tildelt Nobelprisen i fysiologi eller medicin i 1938 for at vise, hvordan blodtryk og iltindholdet i blodet måles af kroppen, og sendes til hjernen.
Heymans viste det ved to hunde: den ene var kun forbundet til sin krop af nerver, den anden, blev brugt til at levere blod til den første hunds hoved. Heymans bemærkes, at den første hunds opadgående og nedadgående hjerte-kar-refleksbuetrafik blev båret af dens egen nervus vagus. Forbindelser introduceret til den anden hunds blod, som blev brugt af den første hundens hjerne, havde ingen effekt. Han brugte et lignende eksperiment for at påvise betydningen af perifere kemoreceptore i luftvejsregulation, for hvilken han modtog sin Nobel pris.
Han var chefredaktør for Archives Internationales de Pharmacodynamie et de Thérapie i mange år. Han var medlem af Pontificial Academy of Sciences, Académie des Sciences, og Royal Society of Arts.
Gruppen af fysiofarmakologer, der arbejdede under Heymans på Gent Universitet ledte efter det anatomiske grundlag for denne respiratoriske refleks på carotid sinus. Det var nødvendigt, at den spanske neurohistolog Fernando de Castro Rodríguez (1898-1967), i detaljer beskrev innervationen af aorta-carotid regionen, der indskrænkede tilstedeværelsen af baroreceptorer til carotid sinus, mens at kemoreceptorer var ved carotidkroppen, for at den belgiske gruppe kunne flytte deres fokus fra den første til den meget lille anden struktur, for fysiologisk at kunne dokumentere arten og funktionen af det første kemoreceptorer i blodet. De Castro, der måske var den sidste direkte discipel af Santiago Ramón y Cajal (1852-1934; tildelt 1906 Nobelprisen i fysiologi eller medicin) blev glemt, men det er anerkendt verden over[kilde mangler] at han fortjente at dele Nobelprisen med Heymans, hans kollega og ven.

## Privat
Heymans giftede sig med øjenlæge Berthe May i 1929 og fik fem børn. Han døde i Knokke af et slagtilfælde.

## Hædersbevisninger og priser
- Heymans (krater) på Månen
- Nobelprisen i Fysiologi eller Medicin (1938)